# Махкамов, Кахар Махкамович
Кахар Махкамович Махкамов (тадж. Қаҳҳор Маҳкамович Маҳкамов; официально также указывался без отчества; 16 апреля 1932, Ходжент, Таджикская ССР, СССР — 8 июня 2016, Душанбе, Таджикистан) — советский и таджикский государственный деятель, Председатель Совета Министров Таджикской ССР (1982—1986 и 1990—1991), Первый секретарь ЦК Компартии Таджикистана (1985—1991), Член Политбюро ЦК КПСС (1990—1991), Председатель Верховного Совета Таджикской ССР (1990), первый и последний президент Таджикской ССР (1990—1991).

## Биография

### Трудовая деятельность
Родился на окраине Худжанда, в семье дехкан. После окончания школы направился в Ленинград и в 1953 году окончил там Ленинградский горный институт. Сразу после окончания учёбы был направлен работать начальником вентиляции шахты треста «Таджикуголь» в Шурабе, где позднее стал помощником главного инженера, начальником эксплуатационного участка, главным инженером и наконец — начальником шахты.
В 1957 году вступил в КПСС, которую в Таджикской ССР представляла Коммунистическая партия Таджикистана. После вступления в партию был назначен управляющим шурабским рудоуправлением треста «Таджикуголь».
В 1961 году был назначен председателем Ленинабадского горисполкома (фактически мэром Ленинабада), а спустя 2 года в 1963 году назначен на должность председателя Госплана Таджикской ССР, а с 1965 года стал одновременно заместителем председателя Совета Министров Таджикской ССР.
В 1982 году был назначен председателем Совета Министров Таджикской ССР, проработав на этой должности до 1986 года.

### Во главе Таджикской ССР
14 декабря 1985 года был избран 1-м секретарём ЦК Компартии Таджикистана.
В 1986—1991 годах — член ЦК КПСС.
Приветствовал перестройку, считая, что она окажет воздействие на рост национального самосознания своего народа. В одном из выступлений он заявил:
Народ с древней и богатой историей, давшей миру немало великих учёных, мыслителей, поэтов, оказался в таком положении, что даже не имеет приличного музея, хороших театров, современных библиотек и т.д., строительство которых долгие годы просто-напросто запрещалось. Народ стал терять свою культуру, свой язык. Справедливо возмущение людей этим обстоятельством. Многое надо поправить, и чем быстрее, тем лучше.
С 13 июля 1990 года по 23 августа 1991 года являлся членом Политбюро ЦК КПСС.
В феврале 1990 года в Душанбе вспыхнули массовые беспорядки.
11 февраля, после расхождения слухов о распределении квартир для армянских беженцев из Баку, возле здания ЦК КПТ собралось несколько тысяч человек.
На следующий день выкрики в толпе «Долой армян!» сменились требованиями «Долой Махкамова!», и начавшиеся за этим беспорядки были подавлены военными и силами МВД, причём погибли 22 человека.
Махкамов подвергся критике со стороны заместителя председателя Совета Министров Бури Каримова, который потребовал отставки руководства Коммунистической партии Таджикской ССР.
14 февраля Кахар Махкамов и председатель Совета Министров Изатулло Хаёев подали в отставку, но они не были приняты Центральным комитетом Коммунистической партии Таджикской ССР.
В апреле того же года был избран председателем Верховного Совета Таджикской ССР, а 30 ноября избран Президентом Таджикской ССР, занимая одновременно должность председателя Кабинета Министров Таджикской ССР.
После провала ГКЧП оппозиция организовала многочисленные митинги с требованиями отставки поддержавшего ГКЧП Махкамова, роспуска компартии и отмены закона о запрещении Исламской партии возрождения.
31 августа 1991 года на внеочередной сессии Верховного Совета Таджикской ССР депутаты выразили недоверие Махкамову, и он ушёл в отставку с должности президента Таджикской ССР.
Вскоре, на состоявшемся 7 сентября X пленуме ЦК Коммунистической партии Таджикской ССР, Махкамов попросил освободить его также и от обязанностей 1-го секретаря ЦК. Его отставка была принята.

### Депутатская деятельность
Депутат Совета Союза Верховного Совета СССР 10 и 11 созывов от Таджикской ССР. Народный депутат СССР (1989—1991), депутат Верховного Совета Таджикской ССР 5-11 созывов.

### После отставки
За два года до своей смерти, впервые за долгие годы он выступил публично — на заседании Общественного Фонда "Гуфтугуи тамаддунхо" ("Диалог цивилизаций") профессора Иброхима Усмонова,  где рассказал о своей жизни, в частности, о жизни после ухода с поста главы страны. Несмотря на то, что после отставки автоматически он стал пожизненным членом Верховного Совета, фактически перестал ходить на его заседания и полностью отошёл от любой политической деятельности. По словам самого Махкамова, «грязнее и злее вещи нет в этом мире, как политика». После отставки вышел на пенсию, и ему была назначена пенсия в виде 1000 советских рублей. По его словам, к 1993—1994 годам он фактически лишился пенсии. В это время он работал помощником и советником у одного из предпринимателей за небольшую зарплату.
Умер вечером 8 июня 2016 года в Душанбе в возрасте 84 лет после тяжелой болезни вследствие опухоли. Похороны состоялись после полудня 9 июня, и джаназа проводилась в центральной душанбинской соборной джума-мечети имени Ходжи Якуба. Джаназу проводил лично верховный муфтий Таджикистана и председатель Совета улемов Таджикистана Саидмукаррам Абдулкодирзода. В похоронах участвовали несколько тысяч человек, среди которых было множество действующих и бывших чиновников, президент республики Эмомали Рахмон, премьер-министр Кохир Расулзода, председатели и члены палат парламента, гости из соседних стран. Отмечалось, что с похоронной речью не выступили ни действующий президент, ни премьер-министр, ограничившись лишь присутствием. Соболезнования семье экс-президента направил президент страны Эмомали Рахмон, который также посетил дом экс-президента и встретился с его родственниками.
По словам его родного брата Абдурашида Махкамова, «в последнее время он уже не мог ходить. Его почки почти не работали. Он много беседовал со мной и родными на разные темы и, в частности, сказал, чтобы после его смерти не проводили митинг или масштабных поминок, и чтобы похоронили его на кладбище «Сари Осиё», рядом с могилой его жены».

## Награды
- Четыре ордена Трудового Красного Знамени.
- Заслуженный инженер Таджикистана.
- Орден «Содружество» (30 мая 2007 года, Межпарламентская ассамблея СНГ) — за активное участие в деятельности Межпарламентской Ассамблеи и её органов, вклад в укрепление дружбы между народами государств — участников Содружества[9].
- Медаль «За укрепление парламентского сотрудничества» (27 ноября 2014 года, Межпарламентская ассамблея СНГ) — за особый вклад в развитие парламентаризма, укрепление демократии, обеспечение прав и свобод граждан в государствах — участниках Содружества Независимых Государств[10].
- Почётная грамота Совета МПА СНГ (17 апреля 2014 года, Межпарламентская ассамблея СНГ) — за активное участие в деятельности Межпарламентской Ассамблеи и её органов, вклад в укрепление дружбы между народами государств — участников Содружества Независимых Государств[11].